# Erwin Brentjens
Erwin Brentjens (Berchem, 26 juli 1953 - Turnhout, 31 juli 2022) was een Belgisch Vlaams-nationalistisch schooldirecteur, bestuurder van het Taal Aktie Komitee (TAK) en politicus voor de Volksunie en vervolgens de N-VA.

## Levensloop
Brentjens groeide op in een door de repressie getroffen gezin. Zijn vader (Jef Brentjens) was tijdens de Tweede Wereldoorlog actief bij het AVNJ, NSJV en het VNV. Kort voor de bevrijding vluchtte hij naar Duitsland, alwaar hij werkzaam werd op het VNV-hoofdkwartier te Lippstadt. Na de oorlog werd hij veroordeeld tot vijf jaar gevangenisstraf. Later was zijn vader actief voor de Volksunie, waarvoor hij een tijdlang zetelde als gemeente- en provincieraadslid.
Brentjens liep school aan het Sint-Stanislascollege te Berchem, alwaar hij actief was bij de KSA. Vervolgens studeerde hij voor onderwijzer in het Pius X-instituut te Antwerpen. Vanaf het najaar 1974 was hij van nabij betrokken bij acties van het Taal Aktie Komitee (TAK). Van deze organisatie was hij van 1978 tot 28 november 1985 woordvoerder. Ook was hij in deze periode een pleitbezorger van amnestie. Zo verzamelde hij met een TAK-petitie 2665 handtekeningen van geestelijken en gaf deze op 7 november 1984 af aan paus Johannes Paulus II, in bijzijn van prelaat Koenraad Stappers van Averbode en Anton Van Wilderode. Van beroep was hij leerkracht in het Sint-Stanislascollege en vervolgens schooldirecteur. Eerst te Kontich en later in basisschool De Smiskens te Turnhout. Vanaf zijn pensioen was hij actief als reisleider bij Reizen Lauwers.
Hij was gehuwd met Gerda Jaeken (met wie hij een dochter had), die van 1976 tot 1982 zetelde als gemeenteraadslid voor de Volksunie te Kontich. In oktober 1985 stond Brentjens als lijstduwer op de Volksunie-kieslijst voor de Kamer van Volksvertegenwoordigers in het kiesarrondissement Antwerpen. Hij werd evenwel niet verkozen. Na de gemeenteraadsverkiezingen van 1988 werd hij aangesteld als schepen van sport en onderwijs te Kontich. Een mandaat dat hij zes jaar uitoefende.
In 2008 verhuisde hij naar Turnhout, alwaar hij als lijsttrekker bij de gemeenteraadsverkiezingen van 2012 met zijn partij 25,6% behaalde, goed voor 11 van de 35 zetels. Hij sloot een coalitie met CD&V en sp.a en volgde Francis Stijnen op als burgemeester. Kort voor zijn aanstelling ontving hij een doodsbedreiging. Eind 2013 belandde zijn partij opnieuw op de oppositiebanken, nadat de stad onbestuurbaar werd verklaard. Verschillende schepenen en gemeenteraadsleden uit eigen rang hadden hun vertrouwen in hem opgezegd. Hij werd als burgemeester opgevolgd door Eric Vos van de lokale kieslijst TIM. In maart 2016 verliet Brentjens de gemeenteraad.
Hij overleed kort na zijn 69e verjaardag aan een hartstilstand. Zijn uitvaartplechtigheid vond plaats in de Sint-Willibrorduskerk te Berchem.